# ليلي غودي
ليلي غودي (بالنرويجية البوكمول: Laila Goody)‏ هي ممثلة نرويجية، ولدت في 22 مارس 1971 في ستافانغر في النرويج.

## وصلات خارجية
- ليلي غودي على موقع IMDb (الإنجليزية)
- ليلي غودي على موقع قاعدة بيانات الفيلم (الإنجليزية)